# Сухоліси (станція)
Сухоліси — проміжна залізнична станція Південно-Західної залізниці, знаходиться на лінії Фастів I — Миронівка. Розташована в селі Сухоліси Білоцерківського району
Станція розміщується між зупинними пунктами Чепеліївка (відстань — 3 км) та Житні Гори (відстань — 6 км).
Станція виникла 1876 року, коли було відкрито лінію Фастів — Миронівка. У 1963 р. електрифікована разом із лінією Фастів — Миронівка. 
Від станції відходить неелектрифікована лінія до платформи в місті Узин.

## Розклад
- Розклад руху приміських поїздів.